# Olaf Roggensack
Olaf Roggensack (Berlín, 29 de mayo de 1997) es un deportista alemán que compite en remo.
Participó en los Juegos Olímpicos de Tokio 2020, obteniendo una medalla de plata en la prueba de ocho con timonel. Ganó dos medallas en el Campeonato Europeo de Remo, en los años 2020 y 2024.

## Palmarés internacional
| Juegos Olímpicos   | Juegos Olímpicos | Juegos Olímpicos | Juegos Olímpicos |
| Año                | Lugar            | Medalla          | Prueba           |
| ------------------ | ---------------- | ---------------- | ---------------- |
| 2020               | Tokio (Japón)    | Medalla de plata | Ocho con timonel |
| Campeonato Europeo |                  |                  |                  |
| Año                | Lugar            | Medalla          | Prueba           |
| 2020               | Poznań (Polonia) | Medalla de oro   | Ocho con timonel |
| 2024               | Szeged (Hungría) | Medalla de plata | Ocho con timonel |